# I ragazzi della Roma violenta
Pour plus de détails, voir Fiche technique et Distribution.
I ragazzi della Roma violenta est un poliziottesco italien réalisée par Renato Savino et sortie en 1976.

## Synopsis
À Rome, les jeunes vivent une époque d'agitation politique, de luttes entre factions opposées et d'exaltation collective. Mais parmi eux, il y a aussi ceux qui ne prennent pas parti politiquement, mais vivent le drame quotidien de la faim et de la misère. L'histoire est un entrelacement de deux épisodes : la violence commise par un groupe néo-fasciste dirigé par Marco Garroni, un riche pariolino à la mentalité dévoyée, et celle perpétrée par un groupe hétéroclite de jeunes bourgeois dirigés par Schizzo et composés par Nero, un fou masochiste qui aime s'infliger des coups de couteau, et Gorilla, un dur à cuire qui aime terroriser les autres. Et si pour le premier groupe, la violence, l'abus de pouvoir et le machisme sont une seconde nature, pour le second groupe, c'est moins évident ; ses membres seraient en effet spontanément incapable de faire du mal à une mouche, mais ils deviennent violents par esprit d'émulation. C'est ainsi que la violence et les morts s'enchaînent de part et d'autre, mais à la fin, le véritable coupable paie cher : Garroni est responsable du meurtre et de violences atroces infligés à une jeune fille, Gianna ; traqué par la police, tentant de fuir à l'étranger, Garroni plonge finalement dans un ravin avec sa Fiat 1800.

## Fiche technique
- Titre original italien : I ragazzi della Roma violenta[1]
- Réalisation : Renato Savino
- Scenario : Renato Savino
- Photographie : Aiace Pariolin
- Montage : Roberto Colangeli
- Musique : Enrico Simonetti
- Maquillage : Lucia La Porta
- Production : Renato Savino
- Société de production : G.N Cinematografica, Avo Film
- Pays de production :  Italie
- Langue originale : Italien
- Format : Couleurs - 1,85:1 - Son mono
- Durée : 85 minutes
- Genre : Poliziottesco
- Dates de sortie :
  - Italie : 25 mars 1976
  - France : 31 octobre 1979

## Distribution
- Gino Milli (it) : Marco Garroni
- Cristina Businari : Gianna
- Gino Barzacchi : Gorilla
- Paola Corazzi (it) : Marina Boni
- Marco Zuanelli : Nero
- Emilio Locurcio : Schizzo
- Mario Cutini : Gino
- Francesco Pau : Franco
- Alicia Bruzzo

## Production
Le film, librement inspiré de la célèbre affaire criminelle connue sous le nom de massacre du Circeo (qui a également inspiré d'autres films similaires sortis à la même époque), a été tourné entre Rome et Sabaudia. La scène finale de l'accident mortel du protagoniste a été filmée en partie au lac de Castel Gandolfo, et en partie avant Gaète, sur la route qui longe en surplombant la côte rocheuse, et qui passe par de nombreux tunnels.

### Attribution des rôles
La distribution choisie par Savino est composée d'acteurs peu connus : Gino Milli (it) avait participé à quelques films policiers dans des rôles secondaires, Cristina Businari avait été Miss Italie 1967, Marco Zuanelli avait joué un second rôle dans quelques westerns spaghettis, Paola Corazzi (it) avait participé à Miss Italie 1972 où elle était arrivée cinquième, tandis que Gino Barzacchi était un culturiste connu de l'époque.